# Maimunah Mohd Sharif
Maimunah Mohd Sharif, née le 26 août 1961 à Kuala Pilah en Malaisie, est une femme politique malaisienne et dirigeante aux Nations unies.
Elle est présidente du conseil municipal de Seberang Perai à partir de 2011, la première femme à être nommée à ce poste, puis  maire de l'île de Penang, en Malaisie.
Maimunah Mohd Sharif est nommée directrice exécutive du Programme des Nations Unies pour les établissements humains (ONU-Habitat). Elle prend ses fonctions en janvier 2018, devenant la première femme asiatique à occuper le poste de directrice exécutive d'ONU-Habitat,.
De janvier 2019 à janvier 2020, elle est également directrice générale par intérim de l'Office des Nations unies à Nairobi (UNON),. Elle détient le rang de Secrétaire générale adjointe des Nations unies au sein du système des Nations unies et siège au Conseil des chefs de secrétariat des Nations Unies pour la coordination et au Groupe de la haute direction du Secrétaire général,.

## Jeunesse et formation
Maimunah Mohd Sharif est née et a grandi à Kuala Pilah, dans le Negeri Sembilan, en Malaisie. Son père est Mohd Sharif bin Idu, sa mère est Shariah binti Adam ; elle a quatre frères et une sœur. Elle a entrepris ses études primaires à Sekolah Kebangsaan Sungai Dua et ses études secondaires à Tunku Kurshiah Kuala Pilah, dans le Negeri Sembilan.
Elle a fréquenté l'Institut des sciences et de la technologie de l'Université du Pays de Galles et a obtenu un baccalauréat ès sciences avec distinction en études d'urbanisme. Elle est également titulaire d'un Master of Science in Planning Studies de la Malaysia Science University.
Elle est mariée à Adli Lai, ils ont deux filles.

## Carrière

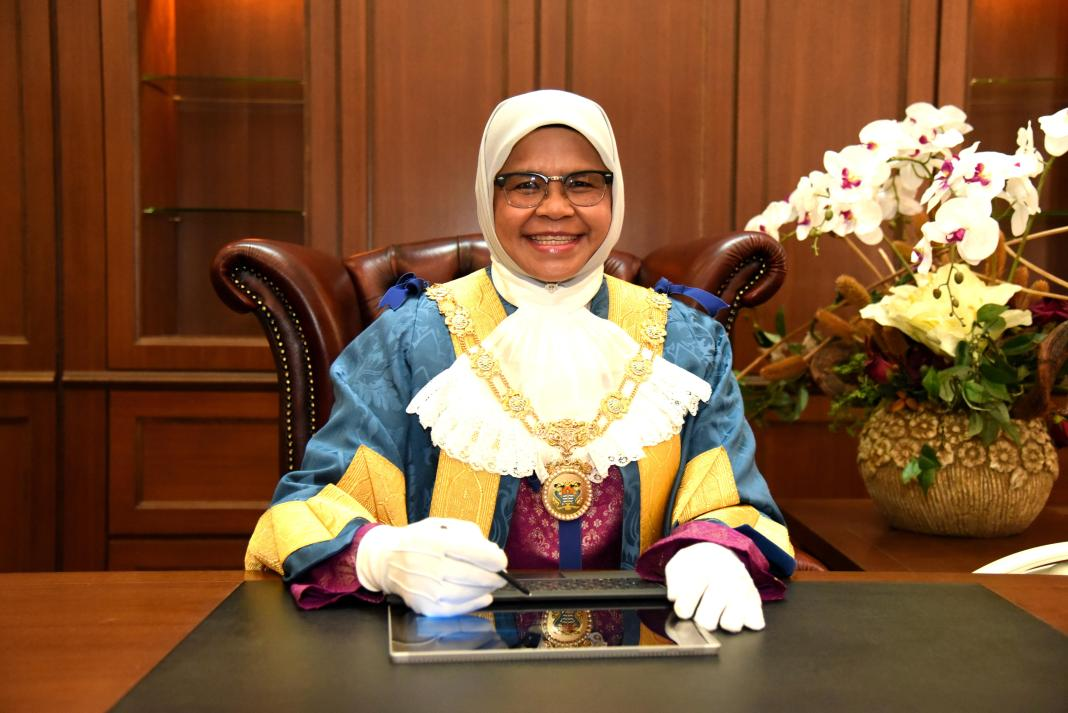
Maimunah Sharif en maire de l'île de Penang, en Malaisie.

Maimunah Mohd Sharif a dirigé une équipe qui a planifié et mis en œuvre des projets de rénovation urbaine à George Town, la capitale de l'île malaisienne de Penang. En novembre 2009, en tant que directrice générale, Mme Sharif a créé George Town World Heritage Incorporated et a géré le site du patrimoine mondial de George Town, qui a été inscrit par l'UNESCO en juillet 2008,. De 2017 à 2018, elle a été maire du conseil municipal de l'île de Penang, en Malaisie.
À la suite de sa nomination par le Secrétaire général des Nations unies Antonio Guterres, l'Assemblée générale des Nations Unies a élu Maimunah Sharif Directrice exécutive du Programme des Nations Unies pour les établissements humains ONU-Habitat le 22 décembre 2017. Elle a été nommée par le Secrétaire général des Nations unies António Guterres pour un mandat de quatre ans.

### Avec l'ONU

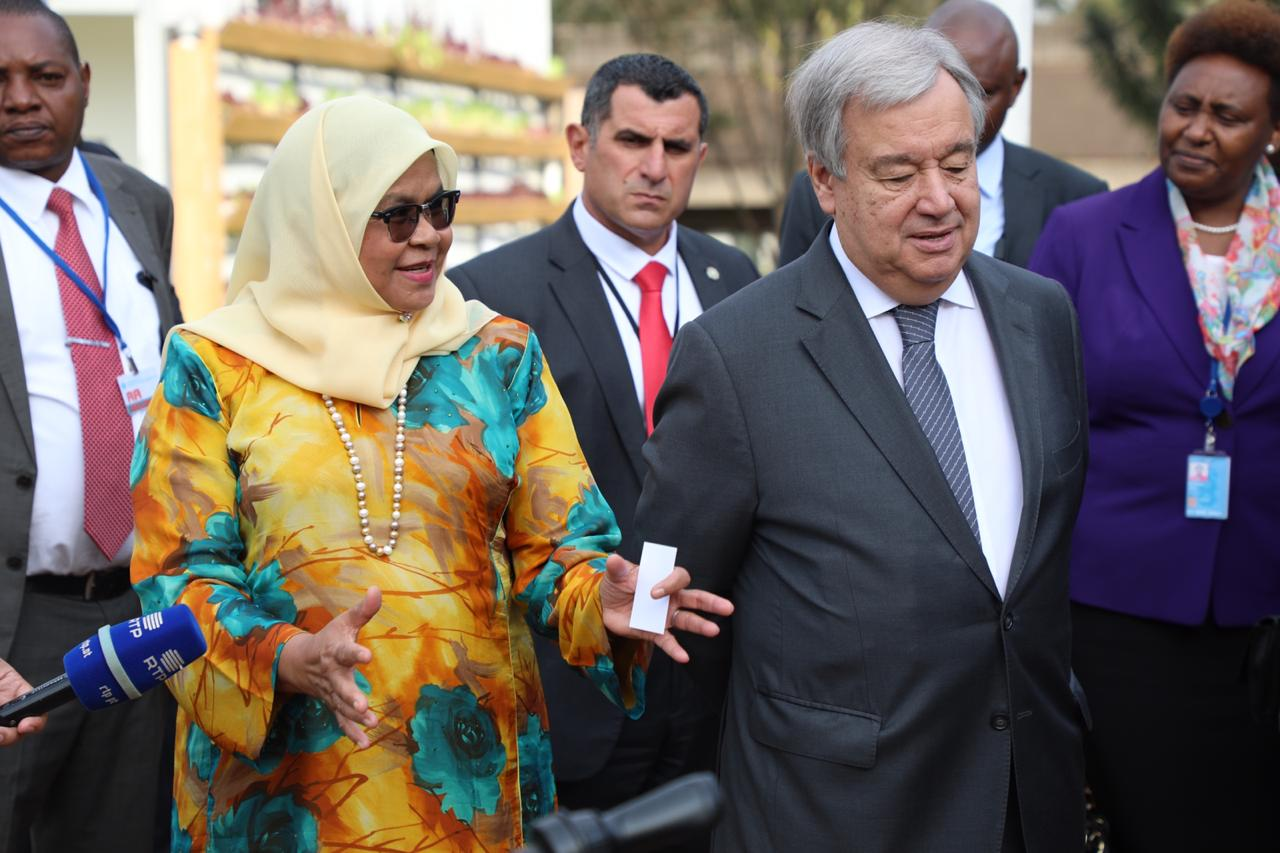
Maimunah Sharif et le Secrétaire général de l'ONU à l'Office des Nations unies à Nairobi en juillet 2019.

Le 22 janvier 2018, Maimunah Mohd Sharif a pris ses fonctions au siège d'ONU-Habitat à Nairobi, au Kenya. Elle a succédé à l'espagnol Joan Clos. En janvier 2019, Maimunah Mohd Sharif a été désignée Directrice générale par intérim de l'Office des Nations unies à Nairobi à la suite de la nomination de son prédécesseur, Hanna Tetteh, à la tête du Bureau des Nations unies auprès de l'Union africaine à Addis-Abeba. Elle a été remplacée par le titulaire Zainab Bangura, qui a été nommé le 30 décembre 2019.
En tant que directrice exécutive d'ONU-Habitat, Maimunah Mohd Sharif s'est concentrée sur la réforme et le rajeunissement de l'agence, en se mobilisant pour un soutien interne et externe pour la restructuration de l'organisation et le nouveau plan stratégique 2020-2023,.
Les initiatives prises par Maimunah Mohd Sharif en tant que directrice exécutive d'ONU-Habitat comprennent l'adoption de la résolution 73/539 de l'Assemblée générale qui a établi une nouvelle structure de gouvernance pour ONU-Habitat et lancé un processus de renforcement interne.
Maimunah Mohd Sharif supervise le lancement d'un plan de développement urbain durable, qui rassemble plus de 24 organisations pour une stratégie des Nations unies sur l'urbanisation durable à l'échelle du système.
En mai 2019, Maimunah Mohd Sharif a dirigé la première Assemblée d'ONU-Habitat à Nairobi. Sous le thème « Innovation pour une meilleure qualité de vie dans les villes et les communautés », avec le sous-thème « Mise en œuvre accélérée du nouvel agenda urbain vers la réalisation des objectifs de développement durable », l'Assemblée a réuni les États membres de l'ONU, agences, autorités locales et acteurs non étatiques, y compris des membres de la société civile, des jeunes et des femmes, le secteur privé et les universités,. Elle a créé le Conseil d'administration d'ONU-Habitat et élu ses membres, examiné et approuvé le Plan stratégique d'ONU-Habitat 2020-2023 et examiné les progrès accomplis dans la mise en œuvre du Nouveau Programme pour les villes (NUA), entre autres actions.
Maimunah Mohd Sharif a présidé les neuvième et dixième sessions du Forum urbain mondial, à Kuala Lumpur en Malaisie (2018) et à Abu Dhabi aux Émirats arabes unis (2020), respectivement. Organisé par ONU-Habitat, le Forum urbain mondial est la première conférence mondiale sur les villes. Il a été créé en 2001 pour discuter et examiner l'urbanisation rapide et son impact sur les communautés, les villes, les économies, le changement climatique et les politiques.

## Honneurs et récompenses
- Institut malaisien des urbanistes - Planificateur de l'année 2014[29].
- Habitat III à Quito - Récompense de contribution exceptionnelle pour les établissements humains mondiaux 2016[30].
- Malaysia Book of Records, janvier 2018 - première femme asiatique à être nommée Directrice exécutive d'ONU-Habitat[31].

## Autres activités
Maimunah Mohd Sharifest membre de l'International Gender Champions, un réseau de leadership lancé en 2015 qui rassemble des décideurs femmes et hommes déterminés à faire tomber les barrières entre les sexes et à faire de l'égalité des sexes une réalité de travail dans leurs sphères d'influence. Maimunah Mohd Sharif est déterminé à atteindre la parité entre les sexes à ONU-Habitat. Elle a déclaré que « l'égalité des sexes et l'autonomisation des femmes sont des questions qui me tiennent à cœur. Les femmes et les filles sont le « visage humain » des villes et nous devons avoir des chances égales pour tous et jouir d'une bonne qualité de vie ». Elle est actuellement l'une des cinq « champions » du genre basés à Nairobi.